# Mosteiro de Kiev-Petchersk
O Mosteiro de Kiev-Petchersk (em ucraniano, Печерська лавра, Pecherska Lavra), também conhecido como Mosteiro das Cavernas de Kiev, é um mosteiro cristão ortodoxo em Kiev (Ucrânia). O início de sua existência se data em 1051 durante o reinado de Jaroslau I, o Sábio. É o mosteiro mais antigo da Ucrânia e um dos lugares santos do Cristianismo Ortodoxo. Em 1990 foi declarado Patrimônio da Humanidade pela UNESCO, junto com a Catedral de Santa Sofia de Kiev. Em 2007 foi eleito uma das Sete Maravilhas da Ucrânia.
Encontra-se na Rua Revolta de Janeiro (Ciчнeвoгo Пoвcтaння, Sichnévogo Povstaña) em uma área de colinas boscosas, próxima da margem ocidental do rio Dnieper. O recinto tem uma superfície de 28 ha e está rodeado por muralhas. Divide-se em duas zonas: a baixa e a alta. Ambas abrigam vários edifícios de importância religiosa-cultural: igrejas, mosteiros, museus, assim como as antigas cavernas dos monges que formam o núcleo histórico do complexo.

## História
Em 1013 um monge asceta grego de nome Antônio de Kiev se estabelece em uma caverna das colinas próximas ao rio Dniepre. Outros monges seguem seu exemplo, constroem mais cavernas e formam uma comunidade, a Missão dos Monges Antonitas. As cavernas foram construídas tanto na parte alta ("cavernas próximas"), como na parte baixa da área ("cavernas distantes").
A fundação do mosteiro data de 1051, segundo a Crônica de Néstor, sob o reinado do grão-príncipe Jaroslau I, o Sábio pelos monges Antônio e Teodósio de Kiev. O primeiro se encarrega das cavernas próximas e o segundo das distantes, motivo pelo qual também se conhece as cavernas próximas como "Cavernas de Antonio" e as distantes como "Cavernas de Teodósio". O primeiro patriarca do recém fundado mosteiro foi o bispo metropolitano Hilário de Kiev.
Os príncipes de Kiev apoiaram generosamente o mosteiro outorgando a terra aos monges, doando dinheiro e construindo igrejas. Entre 1060 e 1062 foi construído na zona das cavernas distantes o primeiro mosteiro de madeira. Anos mais tarde se iniciou a construção de outros edifícios, entre eles a primeira construção da Igreja da Ascensão da Virgem. Pouco a pouco se impõe o mosteiro como o centro religioso mais importante da Rússia de Kiev.